# Dani Ro
Dani Ro es el nombre artístico de Daniel Rodríguez Medel, Mc de hip hop en español nacido en el año 1980 y procedente de Zaragoza.

## Biografía
Dani Ro es el grupo musical aragonés formado por Daniel Rodríguez-Medel y David Navarro (Menikmatiko).
En 2003 un sello discográfico madrileño se fija en Dani, y le ofrece la posibilidad de reeditar una de sus últimas maquetas llamada “E.N.Plastico”, un año después grabaría su primer trabajo llamado “el repartidor de hifi”, lo que le catapultó a ser un reconocido MC en el panorama español. A partir de esta fecha es cuando se incorpora Menikmatiko (David Navarro), el 50% de la base actual del grupo, que ya en el 2004 había fundado “EnfermoProducciones “ (sello discográfico) y “EnfermoStudios” (único estudio de grabación de Zaragoza orientado a este tipo de música) y había publicado el recopilatorio “Ambulatorio 1g”.
Juntos editan de forma independiente en el 2007 “Veracruz”, acompañado con dos videos musicales que les lanzan directamente a las listas de los más vistos de canales como Youtube y Myspace y televisiones nacionales como MTV, Sol Música, 40 Principales, televisiones a nivel regional…
A principios del 2009 se creó la página web (www.dani-ro.com), donde la gente se puede descargar toda la discografía, ver videos e imágenes del grupo, información de los próximos conciertos, realizar donaciones o comprar los trabajos en formato físico. En este mismo año lanza el disco "Gran hotel del Norte", con 12 canciones. De este disco se editarían los videoclips "El 1000Eurista", "El Rey de la calle" y "Gran Hotel del Norte", el cual ha obtenido muy buenas críticas por parte de importantes medios de comunicación.
En el año 2011 Dani Ro se prepara a lanzar su siguiente álbum "El viaje más largo". Para este proyecto se sirve de la técnica de "Crowdfunding" ofreciendo previamente a la edición del álbum diferentes packs en los que fanes y seguidores de Dani Ro podían comprar el disco junto con diferentes merchandising, incluyendo un pack en el que el comprador obtenía un concierto privado de Dani Ro. De esta forma financia con la confianza de sus fanes el álbum antes de haber sido creado. El 20 de diciembre de 2011 aparece "El viaje más largo" siendo ofrecido oficialmente para descarga gratuita, a la vez que siguiendo a la venta en la web del artista.
2013 es el año del lanzamiento de  "La oreja de Evander" grupo de hip hop formado por Dani-Ro, Erik Beeler y Ciclón. En febrero editan su primer trabajo juntos en forma de mixtape titulado "Como saben que los perros ven en blanco y negro", un disco compuesto por 7 temas, y en el que se respira un aire noventero en cada una de sus canciones. Ritmos gruesos con bajos contundentes y bombos que recuerdan a un caza superando la velocidad del sonido junto a rimas incisivas, con un estilo y una habilidad que solo poseen MC's con muchos años de experiencia hacen de este trabajo una referencia en el hip hop patrio.

## Discografía
- "En plástico" (LP, maqueta reeditada) (LAM Records, 2003)
- "El repartidor de HI-Fi" (LP) (LAM Records, 2004)
- "Luz y sombra" (Maxi) (LAM Records, 2005)
- "Veracruz" (LP) (Enfermo Producciones), (2007)
- "Gran hotel del norte" (LP) (Enfermo Producciones), (2009)
- "El viaje más largo" (LP) (Enfermo Producciones), (2011)
- La oreja de Evander "¿Cómo saben que los perros ven en blanco y negro?" (2013)
- La oreja de Evander "Los túneles del Vietkong" (2015)

## Colaboraciones
- Flowklorikos "In Extremis" (2001)
- Pablo "Promo 2002" (2002)
- Pablo "El Dichoso Flow" (2003)
- VV.AA. "Zaragoza Realidad" (2004)
- Hazhe "Creador Series Volumen II - Metamorfósis" (2004)
- Bako "Levanta las manos contra el viento" (Gasta suela, 2005)
- Kid Nacho "Contacto Con El Plástico" (2005)
- Grossomodo "Manifiesto" (2005)
- Enigmah "Efecto dominó" ft Dani Ro y VK9(2007)
- La Cara B "Desde el Barro" (2008)
- Cubo de rubbik "Rapducidos" (2008)
- Slowlee "Cojo aíre" (2009)
- Premier Class "Ácido" (2009)
- Subzero "El perdedor serás tú" (2009)
- Yeah Yon "A Flor de Piel" (2012)
- Abram "Metralla" (2012)
- S3mc "En territorio Inca" (2013)